# Yahcuroo Roemer
Yahcuroo Roemer (Amsterdam, 22 luglio 2001) è un calciatore olandese, attaccante dell'Esperanza Neerpelt.

## Caratteristiche tecniche
È un'ala destra.

## Carriera
Cresciuto nel settore giovanile del VVV-Venlo, esordisce in prima squadra il 25 settembre 2018 in occasione dell'incontro di KNVB beker vinto 3-0 contro il Westlandia. Promosso definitivamente in prima squadra nel 2020, il 24 ottobre debutta in Eredivisie nel secondo tempo dell'incontro perso 13-0 contro l'Ajax.

## Statistiche
Statistiche aggiornate al 27 gennaio 2021.

### Presenze e reti nei club
| Stagione        | Squadra         | Campionato      | Campionato | Campionato | Coppe nazionali | Coppe nazionali | Coppe nazionali | Coppe continentali | Coppe continentali | Coppe continentali | Altre coppe | Altre coppe | Altre coppe | Totale | Totale | Totale |
| Stagione        | Squadra         | Comp            | Pres       | Reti       | Comp            | Pres            | Reti            | Comp               | Pres               | Reti               | Comp        | Pres        | Reti        | Pres   | Reti   |        |
| --------------- | --------------- | --------------- | ---------- | ---------- | --------------- | --------------- | --------------- | ------------------ | ------------------ | ------------------ | ----------- | ----------- | ----------- | ------ | ------ | ------ |
| 2018-2019       | VVV-Venlo       | ED              | 0          | 0          | CO              | 1               | 0               |                    | -                  | -                  |             | -           | -           | 1      | 0      |        |
| 2020-2021       | VVV-Venlo       | ED              | 4          | 0          | CO              | 2               | 0               |                    | -                  | -                  |             | -           | -           | 6      | 0      |        |
| Totale carriera | Totale carriera | Totale carriera | 4          | 0          |                 | 3               | 0               |                    | -                  | -                  |             | -           | -           | 7      | 0      |        |